# Rüdiger Wittig
Rüdiger Wittig (* 17. Oktober 1946 in Herne) ist ein deutscher Biologe; er war zuletzt als Hochschullehrer für Geobotanik und Ökologie an der Johann Wolfgang Goethe-Universität in Frankfurt am Main tätig.

## Werdegang
1968 bis 1973 studierte Wittig Biologie und Chemie an der Westfälischen Wilhelms-Universität zu Münster und legte sein Staatsexamen in Biologie und Chemie ab. Von 1973 bis 1976 erfolgte die Promotion am Botanischen Institut der Westfälischen Wilhelms-Universität. Von 1976 bis 1980 war er als Wissenschaftlicher Mitarbeiter am Lehrstuhl Landschaftsökologie der Westfälischen Wilhelms-Universität tätig. 1980 folgte die Habilitation zum Thema Die Moore und oligotrophen Gewässer der Westfälischen Bucht – Flora, Vegetation, Schutzeffizienz und Pflegevorschläge. Von 1980 bis 1988 war Wittig Professor für Botanik an der Heinrich-Heine-Universität Düsseldorf, wo er die dortige Abteilung für Geobotanik am Institut für Ökologische Pflanzenphysiologie und Geobotanik leitete. Zwischen 1989 und 2013 wirkte er als Professor (Besoldungsgruppe C4) für Ökologie und Geobotanik am Botanischen Institut der Johann Wolfgang Goethe-Universität Frankfurt am Main.

## Hauptarbeitsgebiete
- Flora und Vegetation der Westafrikanischen Savanne (seit 1990 6 große Forschungsprojekte)
- Anthropogene Veränderungen von Flora, Vegetation und Biotopen
- Stadtökologie
- Immissionsökologie
- Regionale Biodiversitätsforschung (Rothaargebirge, Taunus, Frankfurt am Main)

## Mitgliedschaften (Auswahl)
- DIVERSITAS Deutschland
- BioFrankfurt
- International Association for Vegetation Science
- Deutsche Botanische Gesellschaft
- Gesellschaft für Ökologie

## Herausgebertätigkeiten
Rüdiger Wittig ist Herausgeber der Schriftenreihen:
- Geobotanische Kolloquien
- Flora et Vegetatio Sudano-Sambesica (früher unter dem Titel: Etudes sur la flore et végétation du Burkina Faso et des pays avoisinants)[2]

## Schriften (Auswahl)
Wittig hat über 250 Publikationen veröffentlicht, darunter die Bücher:
- R. Wittig: Ökologie der Großstadtflora. G. Fischer, Stuttgart/Jena 1991, 261 S. ISBN 3-437-20460-2.
- Herbert Sukopp u. R. Wittig (Hrsg.): Stadtökologie. G. Fischer, Stuttgart 1993, 402 S. ISBN 3-437-26000-6.
- R. Wittig: Siedlungsvegetation. Ulmer, Stuttgart 2002, 252 S. ISBN 3-8001-3693-7 (2. Auflage 2008).
- R. Wittig u. Bruno Streit (Hrsg.): Ökologie. UTB basics, Verlag Eugen Ulmer, Stuttgart 2004, 303 S. ISBN 3-8252-2542-9.
- R. Wittig: Geobotanik. UTB-Basics, Verlag Haupt, Bern 2012, 420 S. ISBN 978-3-8252-3753-0.
- R. Wittig u. M. Niekisch: Biodiversität. Springer Spektrum, Wiesbaden 2014, 585 S. ISBN 978-3-642-54693-8.
- Rüdiger Wittig, Wolfgang Ehmke, Andreas König und Michael Uebeler (Hrsg.): Taunusflora. Ergebnisse einer Kartierung im Vortaunus, Hohen Taunus und kammnahen Hintertaunus. Botanische Vereinigung für Naturschutz in Hessen e.V., Frankfurt am Main 2022, ISBN 978-3-00-071156-5.

## Besonderes
2002 wurde eine Brombeere nach Rüdiger Wittig benannt: Rubus wittigianus.

## Belege
1. ↑  Abschiedsfeier 15. Februar 2013
2. ↑  Flora et Vegetatio Sudano-Sambesica
3. ↑  Heinrich E.  Weber: Rubus wittigianus spec. nov., eine sich ausbreitende Brombeerart in Westfalen und bei Osnabrück. In: Osnabrücker Naturwissenschaftliche Mitteilungen. Nr. 28, 2002, S. 153–158 (nbn-resolving.de).

| Personendaten    | Personendaten                                            |
| ---------------- | -------------------------------------------------------- |
| NAME             | Wittig, Rüdiger                                          |
| KURZBESCHREIBUNG | deutscher Biologe, Professor für Geobotanik und Ökologie |
| GEBURTSDATUM     | 17. Oktober 1946                                         |
| GEBURTSORT       | Herne                                                    |